# Joseph Franz von Lobkowitz
Pour les autres membres de la famille, voir Lobkowitz.

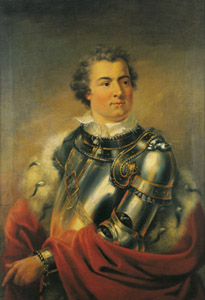
Le prince Lobkowitz

Franz Joseph Maximilian, 7e prince de Lobkowitz (né le 7 décembre 1772 à Raudnitz-sur-l'Elbe, en royaume de Bohême et décédé le 16 décembre 1816 à Třeboň (en allemand : Wittingau), id.), 1er duc de Raudnitz (1786), est un prince de Bohême. Generalmajor autrichien, grand mélomane et bon violoniste, il fut un important mécène de Josef Haydn et de Ludwig van Beethoven, qui lui dédia de nombreux chefs-d'œuvre.

## Biographie
Né avec une probable dysplasie de hanche, Lobkowitz dut marcher toute sa vie avec des cannes. Il rapporta que son père l'avait obligé à apprendre le violon pour qu'il se tienne tranquille. La famille Lobkowitz s'installa à Vienne et le prince rencontra Ludwig van Beethoven à la fin des années 1790. Il devint avec le prince Carl Lichnowsky son principal mécène. Vers 1800 Lobkowitz organisa dans son palais une joute musicale qui opposa Beethoven (soutenu par Lichnovsky) à Daniel Steibelt (soutenu par Lobkowitz), que gagna le premier. Mélomane averti, Lobkowitz dota son palais d'une somptueuse salle de concert.
Il fut un mécène de Josef Haydn qui lui dédia les fameux quatuors op.77.
Il apporta longtemps son soutien financier à Beethoven, et il fut en 1809 l'un des trois cosignataires (avec le prince Kinsky et l'archiduc Rodolphe) du contrat qui garantissait au musicien une rente viagère de 4000 florins annuels.
En retour Beethoven lui dédia quelques-uns de ses plus grands chefs-d'œuvre, notamment :
- les Quatuors à cordes opus 18 no 1, no 2, no 3, no 4, no 5 et no 6   (1800)
- la Symphonie Héroïque (1804), qui était initialement dédiée à Bonaparte
- le Triple Concerto (1804)
- la Cinquième Symphonie (1808) co-dédiée au comte Razumovsky
- la Symphonie pastorale (1808) co-dédiée au comte Razumovsky
- le cycle de lieder À la Bien-aimée lointaine (1816)

La grave crise économique qui s'empara de l'Autriche après Wagram et le traité de Schönbrunn imposé par Napoléon ruina Lobkowitz qui fut contraint de quitter Vienne.
L'empereur François Ier d'Autriche l'avait reçu dans l'ordre de la Toison d'or le 9 mars 1809.
Il mourut en 1816.

## Union et postérité
De son union avec la princesse Maria Karolina zu Schwarzenberg (° 7 septembre 1775 † 24 janvier 1816), fille de Johann Ier (1742-1789), 5e prince de Schwarzenberg, duc de Krumau, il avait eu :
1. Marie-Gabrielle (19 juillet 1793 - Vienne † 11 mai 1863 - Vienne), mariée ;
2. Marie Éléonore Karolina (28 octobre 1795 - Vienne † 10 mars 1867/1876 - Graz), mariée ;
3. Ferdinand Joseph Johann Nepomuk von Lobkowitz (13 avril 1797 - Hollabrunn † 18 décembre 1868 - Vienne), industriel, marié, dont postérité ;
4. Johann Nepomuk Karl Philipp (14 janvier 1799 - Vienne † 6 juin 1878), marié, dont postérité : branche de Křinice ;
5. Thérèse Karoline Sidonie (13 septembre 1800 † Křimice 29 septembre 1868) ;
6. Maria Pauline († 30 décembre 1801) ;
7. Joseph Franz Karl (17 février 1803 - Vienne † 18 mars 1875 - Prague), général de cavalerie, conseiller privé (1854), marié, dont postérité : branche de Dolní Beřkovice (en allemand : « Unterberkowitz ») ;
8. Karl Johann (24 février 1804 † 11 avril 1806) ;
9. Ludwig Jan Karel Alois (30 novembre 1807 † 3 septembre 1882 Velké Meziříčí (en allemand : « Groß Meseritsch »), Moravie), capitaine de cavalerie, marié, dont postérité ;
10. Karl Johann Josef[3] (14 novembre 1814, + 26 septembre 1879 - Salzbourg), président du gouvernement de Salzbourg (de) (1852-1856), conseiller privé (1857), gouverneur en Basse-Autriche (1858-1860), Moravie (1860), Tyrol et Vorarlberg (1861-1866), marié ;
11. Anna Marie Thérèse (23 novembre 1809 - Vienne † 25 octobre 1881 - Aschach an der Donau), mariée ;
12. Sidonie Karolina (13 février 1812 - Jezeří (de) (en allemand : « Eisenberg ») † 20 juin 1880 - « Schloss Stübing », Styrie (voir « Kleinstübing (de) »), mariée.